# 包爾紹德納道什德
包爾紹德納道什德（匈牙利語：Borsodnádasd）是匈牙利的城鎮，位於該國東北部，距離首府米什科爾茨80公里，由包爾紹德-奧包烏伊-曾普倫州負責管轄，面積28.07平方公里，2011年人口3,037，其中約八成居民信奉天主教。

## 外部連結
- The official site of the town （页面存档备份，存于）